# 国際裁判管轄
国際裁判管轄（こくさいさいばんかんかつ）とは、民事手続において、（手続の提起された当該裁判所ではなく）手続が提起された国の裁判所が当該事件を取り扱うことができることをいう。
裁判権の行使は国の主権に属するものであるため、各国の裁判所は国内法を適用して自国が裁判管轄を有するかどうかを判断することになる。ただ、欧州連合では構成国の国際裁判管轄を定める規則があるほか、民間航空運送に関するワルソー条約は日本を含む多くの国が締約国となっている。

## 日本における国際裁判管轄
日本には国際裁判管轄を規定した法律がなく、専ら判例によって規範が定立されていたが、財産関係事件については2012年（平成24年）に民事訴訟法および民事保全法が一部改正され、それぞれにおいて国際裁判管轄の規定が明文化された。身分関係事件については人事訴訟法および家事事件手続法を改正する法律案が2018年（平成30年）の第196回国会において成立し、今後施行されることとなっている。

### 明文化前の状況

#### 学説
明文化される前の国際裁判管轄については、学説は大きく次のとおりに分かれていた。
逆推知説
国内のいずれかの裁判所に土地管轄が認められれば、国際裁判管轄の存在も推知されるという説。
管轄配分説・条理説
国内の規定とは無関係に、裁判の迅速さなどからありうべき管轄を条理を用いて判断するという説。

#### 判例
マレーシア航空事件
最高裁判所昭和56年10月16日判決。この事件において、最高裁判所は条理を根拠としつつ、国内のいずれかの裁判所に土地管轄が認められる場合には特段の事情がない限り、日本の裁判所に国際裁判管轄が認められる旨を判示した。規範の内容は逆推知説的ではあるが、その根拠は条理であり、後の裁判例においては、「特段の事情」の判断を通じて事件ごとの個別的事情が考慮されることとなった。